# Mayang (Cameroun)
Pour les articles homonymes, voir Mayang.
Mayang est un village du Cameroun, situé dans la région de l'Est, dans le département du Haut-Nyong et dans la commune de Lomié.

## Population
Mayang est un village de 444 habitants, dont 238 hommes et 206 femmes, d'après le recensement de 2005.

## Climat
Mayang possède un climat équatorial de type Guinéen, où deux petites saisons des pluies sont entrecoupées par deux petites saisons sèches. Ainsi, la petite saison des pluies s'étale de mi-mars à juin ; puis la petite saison sèche de juin à mi-août ; la grande saison des pluies de mi-août à mi-novembre ; et enfin la grande saison sèche s'étale de mi-novembre à mi-mars.